# 黒い犬を連れた自画像
『黒い犬を連れた自画像』（くろいいぬをつれたじがぞう、フランス語: Autoportrait au chien noir）、別名『画家の肖像、黒い犬を連れたクールベ』（がかのしょうぞう、くろいいぬをつれたクールベ、Portrait de l'artiste, dit Courbet au chien noir）は、フランスの画家ギュスターヴ・クールベが1842年に制作し、1844年に加筆した油彩画。パリのパリ市立プティ・パレ美術館に所蔵されている。

## 描写
帽子をかぶった若い男が床に座っており、側には黒い犬がいる。男は大きな岩に寄りかかって、パイプを持ち、観る者を見つめている。彼の後ろにあるハーブの茂みには本と杖が置かれている。遠景には、青空や曇り空の下で、谷や樹木や丘などの風景が広がっている。
画面左側には、「Gustave Courbet」の署名と、「1842」という日付がある。

## 来歴

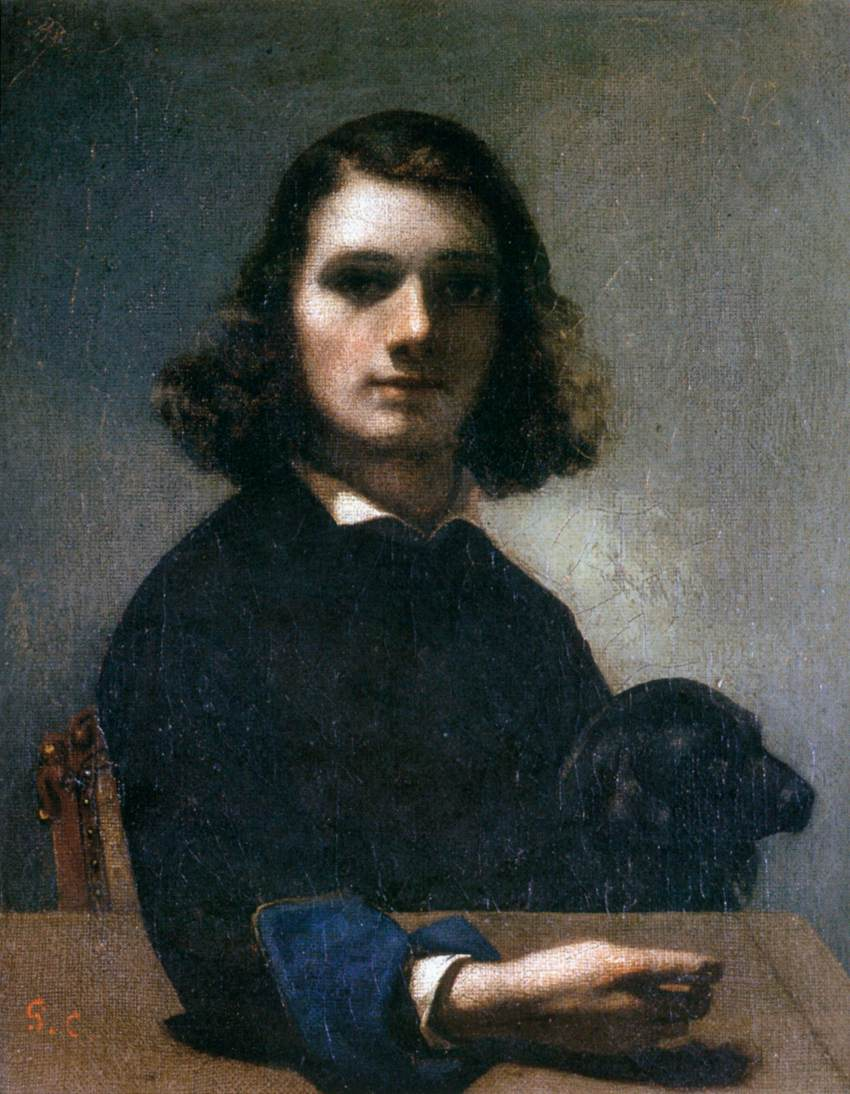
『黒い犬を連れた作者の小さな肖像』1842年、ポンタルリエ、市立美術館蔵。

この絵は、クールベにとって、サロン・ド・パリに入選した最初の絵画であった。1844年3月にルーヴル宮殿で開催された展覧会の公式カタログには、414番『作者の肖像 (Portrait de l'auteur)』という題で記載された。
1844年2月21日に両親に宛てて書いた書簡の中で、若きクールベは、アルプ通りのナルボンヌ大学跡にあったアトリエへ来訪した画家ニコラ＝オーギュスト・エッセの助言を得て、サロンの審査へ4度目の作品提出をするつもりである旨を述べている。この『肖像』は、『ロトと娘たち (Loth et ses filles)』、『風景の習作 (Étude de paysage)』とともに提出された。ひと月後、『肖像』だけが入選となった。クールベはこの書簡の中で、この絵は1842年に描いたものだと述べている。この年、彼は、これとは別に、やはり犬と一緒にいる小さい自画像も制作していた（『黒い犬を連れた作者の小さな肖像 (Petit Portrait de l'artiste au chien noir)』、ポンタルリエ美術館）。これらに描かれた犬は、当時クールベが5月3日より少し前に贈り物として受け取ったスパニエルであった。
この絵画の分析から、本作が旧作の再利用であり、最終的なモチーフが繰り返されていることが明らかなっている。画面上部には、丸みを帯びた形で絵を提示することができるよう円形にハンガーを取り付けた痕跡が見られる。この絵はサロンでの一般公開に際し、少し丸みを帯びた形で発表されたものと想定される。画家の姿は。ディ・ソット (di sotto) 気味に、観る者を見下ろすように描かれており、本作はもともと扉の上に掲げられることが意図されていたものと推測される。
1844年以降に本作が再び公開されたのは、ジュール＝アントワーヌ・カスタニャリが1882年に開いた展覧会であり、この時点で本作はジュリエット・クールベ (Juliette Courbet) の所蔵品であったが、彼女はその後1909年に本作をパリ市に寄贈した。

## 分析
クールベは、自身の姿を、明るい色で縁取りされた黒いケープ、縞模様 のズボン、長髪といった、当時流行していたボヘミアンの特徴を与えて描いており、背景は彼の故郷であるドゥー県ボネヴォーの谷とも思われるが、おそらく部分的には想像の産物である。場面を野外に置いたことは18世紀イングランドの肖像画家たちの技法を汲んでおり、ロマン主義の時代の流行であった。
本作の様式や主題は、ジェリコーだけでなく、ホガースの「蛇線」（ホガースのカーブ）によっても特徴付けられた形で、フランスの風景に刻まれている。